# Morro Dona Marta
Morro Dona Marta är ett berg i Brasilien.   Det ligger i kommunen Rio de Janeiro och delstaten Rio de Janeiro, i den sydöstra delen av landet, 900 km sydost om huvudstaden Brasília. Toppen på Morro Dona Marta är 364 meter över havet, eller 83 meter över den omgivande terrängen. Bredden vid basen är 0,56 km.
Terrängen runt Morro Dona Marta är kuperad åt sydväst, men åt nordost är den platt. Havet är nära Morro Dona Marta åt sydost.Trakten är tätbefolkad. Närmaste större samhälle är Rio de Janeiro, 4,8 km norr om Morro Dona Marta. 
Runt Morro Dona Marta är det i huvudsak tätbebyggt.